# Frances Burke Roche
Frances Ruth apja Fermoy 4. bárója volt, anyja édesapja pedig William Smith Gill ezredes volt. Apja VI. György brit király barátja volt, anyja egyike volt a király felesége udvarhölgyeinek. 
Ruth 1954. június elsején, 18 éves korában, a Westminsteri apátságban nőül ment Edward John Spencerhez, Althorp vikomtjához (a későbbi nyolcadik Spencer grófhoz). Öt gyerekük született. A negyedik volt az 1961-ben született Diana Frances Spencer, akit húsz éves korában elvett Károly wales-i herceg. Mindkét fél részéről történő házasságszegés után 1992-ben a pár különvált, és a hercegnő 1997-ben meghalt egy autóbalesetben. Az ötödik gyerek Charles Spencer, aki később a kilencedik gróf lett. A Ruth és Spencer elvált.
Frances második férje a vagyonos, de nem arisztokrata Peter Shand Kydd lett. Spencer pedig 1976-ban Dartmouth gróf lányát, Raine-t vette nőül. Frances második férjével a skóciai szigeten, Seil-en telepedett le, 1988-ra ez a házassága is tönkrement, mivel Peter elhagyta az asszonyt egy fiatalabb nő kedvéért.
1996-ban Francest ittas vezetésen kapták, mivel már egy ideje súlyos alkohol problémával küzdött, és ezt csak súlyosbította lánya, Diána hercegné hirtelen halála. 2004. június 3-án, Parkinson-kór következtében halt meg, 68 évesen. Június 10-én gyermekei és unokái körében temették el a Római Katolikus Katedrálisban, Obanban. 